# Stuart Beattie
Stuart Beattie (n. 1972) es un escritor o guionista de Hollywood. Su más importante creación ha sido para la película del 2003: Pirates of the Caribbean: The Curse of the Black Pearl como escritor de la historia. 
Stuart fue a la Knox Grammar School, en Sídney, Australia, donde su madre, Sandra, fue profesora de lenguaje hasta su retiro en el 2002.

## Filmografía
- I, Frankenstein (2014)
- Tomorrow, When The War Began (2010)
- G.I. Joe: The Rise of Cobra  (2009)
- Australia (2008)
- Gears of War (2008)
- 30 Days of Night (2006)
- Untitled Baz Luhrmann Project (2006)
- Spy Hunter (2006)
- The Messengers (2006)
- Truce (2006)
- Derailed (2005)
- Collateral (2004)
- Pirates of the Caribbean: The Curse of the Black Pearl (2003)
- Kick (1999)
- Joey (1997)
- The Protector (1997)